# قاراقاشلی، خاچماز
قاراقاشلی (به ترکی آذربایجانی: Qaraqaşlı) یک منطقه مسکونی در جمهوری آذربایجان است که در شهرستان خاچماز و در دهیاری قاراچی واقع شده است.